# Faustino Oramas
Faustino Oramas Osorio (Holguín, 4 de junio de 1911-27 de marzo de 2007), conocido por su nombre artístico El Guayabero, fue un cantante, tresero y compositor cubano. Fue reconocido como «el juglar mayor de Cuba» y alcanzó fama como «el rey del doble sentido» por su habilidad y gracia para hilvanar complejos relatos cantados en los que hacen gala el humor y la picardía. Desde 1938 adoptó el mote de «el Guayabero». En su honor se convoca hace varios años el concurso «Música con humor», a lo cual dedicó su vida profesional, con gran arraigo popular en toda la isla de Cuba. Su sentencia más usada era: «santa palabra».

## Reseña biográfica
Inició su carrera artística en el septeto La Tropical dirigido por Benigno Mesa. Posteriormente formó su propio grupo integrado por Santana Oramas Osorio, cantante y maracas, y Carmito Oramas Batista, bongó; más tarde se incorporó Misael Pino. Cultivó el son montuno tradicional. Su ritmo es sencillo, a base de tres, claves, maracas y su canto picaresco, lleno de doble sentido que, según él, lo pone el que escucha. Realizó giras por México, donde coincidió con el Festival Cervantino; y en España actuó con el roquero Santiago Auserón, cantante y líder de la banda Radio Futura, y en el café-concierto El Sol. 
Afable siempre, el Guayabero gustaba vestir de traje blanco y un sombrero, también de ese color, que él mismo confeccionaba. Al igual que su cuerpo magro de carnes, así era de perfilado su rostro. De nariz y labios muy finos, se caracterizaba además por tener ojos penetrantes y un tartamudeo empedernido.
Según Pablo Milanés:

El Guayabero «es un genio popular cuyas características muy especiales dentro de la música popular cubana, no pueden clasificarse en una tendencia determinada. Creo que, desgraciadamente, no hay otro como él [...]. El Guayabero imprime una ternura especial como pocos, en tanto cultor de la picaresca. Él proyecta como nadie la cubanía de su verso y lo hace con bastante maestría.»

Para el tresero Pancho Amat: 

«El Guayabero es un juglar popular que canta las anécdotas y sucesos de su entorno y de su tiempo, matizado por el gracejo cubano. Afianza su música en la tradición sonera, la llena de vida. Desde el punto de vista musical, puedo hablar del tresero. Él es un tresero popular de tumbas, que utiliza un diseño melódico rítmico muy reiterado, en cuya célula más elemental radica el sabor cubano. Lo he estudiado con detenimiento, porque a veces se producen cierres en la orquesta que me permiten arrancar con un tumbao que gusta a todo el mundo, le quito o le pongo algo más, pero me inspiro en Faustino Oramas. Sus tumbaos son complejos; para cada número tiene uno distinto, y cuando los tocas levantan la música. Cabe en su pequeño grupo, pero también en formato de orquesta. En cuanto a la rima, ha sido muy explotada en la música campesina y él la utiliza con acierto, incluso en aquella rima que no completa, pero que insinúa y usted le pone el doble sentido. Su mérito consiste en haber hallado su raíz, y en su virtuosismo al expresarla. Creo que todo tresero, debe conocer sus “tumbaos”.»

## Premios y condecoraciones
- Premio Nacional del Humor
- Orden “Félix Varela” por la cultura cubana
- Medalla “Raúl Gómez García”
- Réplica del Hacha de Holguín
- Baibrama de Holguín
- Premio “Memoria Viva”
- Miembro de Mérito de la Unión de Escritores y Artistas de Cuba (UNEAC)

## Obras destacadas
- ¡Ay, candela!
- Cómo baila Marieta
- Cómo vengo este año
- Cuida’o con el perro
- El tren de la vida
- En Guayabero
- Félix Solano no quiere trabajar
- La yuca de Casimiro
- Mañana me voy a Sibanicú
- Mi son retozón
- Siempre en la cola
- Tumbaíto.